# Альшуты
Альшуты — обезлюдевшая деревня в Усвятском районе Псковской области России. Входит в состав сельского поселения «Усвятская волость».

## География
Находится на юге региона, в северной части района, вблизи с государственной границей Российской Федерации и Республикой Беларусь (Городокский район, Витебская область).
Уличная сеть не развита.

## История
В соответствии с Законом Псковской области от 28 февраля 2005 года № 420-ОЗ деревня Альшуты вошла в состав образованного муниципального образования Усвятская волость.

## Население
| 2001 | 2002 | 2010 |
| ---- | ---- | ---- |
| 6    | ↘0   | →0   |

## Инфраструктура
Площадка-репродуктор свинофермы ООО «Великолукский свиноводческий комплекс».

## Транспорт
Просёлочная дорога.
Возле деревни регулярно таможенники регулярно задерживают контрабанду, пытающиеся объехать по просёлочным дорогам таможенный пост. Среди грузов: 13 тонн салаки, с салом, сыр и цыплята.